# Vielleicht (Lied)
Vielleicht ist ein Lied des deutschen DJ-Duos Gestört aber geil, in Zusammenarbeit mit dem deutschen Popsänger Adel Tawil. Es erschien als Singleauskopplung aus ihrem dritten Studioalbum III.

## Entstehung und Artwork
Geschrieben wurde das Lied gemeinsam von den beiden Gestört-aber-geil-Mitgliedern (Marcel Stephan und Nico Wendel), Bahar Henschel, Philipp Klemz, Adel Tawil und Vitali Zestovskih. Die Produktion erfolgte eigens durch den deutsch-russischen Musikproduzenten Zestovskih. Für die Abmischung sowie das Mastering zeichnete der Leipziger Tontechniker Jens Maiwald von Jens Maiwald Music Productions verantwortlich.
Auf dem Frontcover der Single ist – neben Liedtitel und Künstlernamen – ein sich umarmendes Pärchen zu sehen. Die Aufnahme entstand vor dem Hintergrund einer Kliffküste, während der Dämmerung.

## Veröffentlichung und Promotion
Die Erstveröffentlichung von Vielleicht erfolgte am 22. Februar 2019 als Single zum Download und Musikstreaming. Das Lied erschien unter dem Musiklabel Polydor, wurde durch Adel El-Tawil Publishing und Song Legend Publishing verlegt sowie durch Universal Music Publishing vertrieben. Die Single erschien als 2-Track-Single und beinhaltet die Radioversion sowie einen „Extended Mix“ zu Vielleicht. Am 28. Oktober 2022 erschien es als Teil von Gestört aber geils drittem Studioalbum III.

## Inhalt
Der Liedtext zu Vielleicht ist in deutscher Sprache verfasst. Die Musik und der Text wurden gemeinsam von den beiden Gestört-aber-geil-Mitgliedern, Bahar Henschel, Philipp Klemz, Adel Tawil und Vitali Zestovskih geschrieben beziehungsweise komponiert. Musikalisch bewegt sich das Lied im Bereich des Dance-Pops. Das Tempo beträgt 122 Schläge pro Minute. Aufgebaut ist das Lied auf zwei Strophen, einer Bridge sowie einem Refrain. Es beginnt mit der ersten Strophe, auf die ein Pre-Chorus sowie schließlich der eigentliche Refrain folgt. Der gleiche Vorgang wiederholt sich mit der zweiten Strophe. Auf den zweiten Refrain folgt eine Bridge, ehe das Stück mit dem dritten Refrain endet. Der dritte Refrain endet mit einem Post-Chorus, der hauptsächlich aus der sich wiederholenden Zeile „Vielleicht, vielleicht“ besteht. Der Hauptgesang des Liedes stammt ausschließlich von Tawil, das DJ-Duo Gestört aber geil wirkt lediglich als DJ und Produzent mit. Im Hintergrund ist ebenfalls die Stimme vom Koautoren Klemz zu hören, der für den Begleitgesang zuständig ist.

„Vielleicht, vielleicht hörst du dieses Lied.

Und du weißt, und du weißt dann, dass es mich noch gibt.

Und vielleicht, vielleicht hörst du unser Lied.

Und du weißt, und du weißt dann, dass es uns noch gibt.“

## Mitwirkende
| Liedproduktion - Bahar Henschel: Komponist, Liedtexter - Philipp Klemz: Begleitgesang, Komponist, Liedtexter - Jens Maiwald: Abmischung, Mastering - Marcel Stephan: DJ, Komponist, Liedtexter - Adel Tawil: Gesang, Komponist, Liedtexter - Nico Wendel: DJ, Komponist, Liedtexter - Vitali Zestovskih: Komponist, Liedtexter, Musikproduzent | Unternehmen - Adel El-Tawil Publishing: Verlag - Jens Maiwald Music Productions: Tonstudio - Polydor: Musiklabel - Song Legend Publishing: Verlag - Universal Music Publishing: Vertrieb |

## Chartplatzierungen
Vielleicht erreichte in Deutschland Position 38 der Singlecharts und konnte sich insgesamt zwei Wochen in den Charts platzieren. In den offiziellen deutschen Downloadcharts erreichte die Single Position drei. Darüber hinaus konnten sich die Radioversion und die Extended Version in den deutschen iTunes-Tagesauswertungen platzieren. Die Radioversion platziere sich mehrere Tage in den Tagesauswertungen und erreichte mit Position zwei seine höchste Notierung am 23. und 24. Februar 2019. Der Extended Mix platzierte sich an drei Tagen in den Tagesauswertungen und erreichte mit Position 58 seine höchste Notierung am 23. Februar 2019.
Gestört aber geil erreichten hiermit zum sechsten Mal die deutschen Singlecharts. Für Tawil als Interpret ist dies der 17. Charterfolg in Deutschland. Als Autor erreichte er mit Vielleicht zum 32. Mal die deutschen Singlecharts. Klemz erreichte mit dieser Veröffentlichung in seiner Autorentätigkeit zum vierten Mal die deutschen Singlecharts. Zestovskih erreichte hiermit nach Geh nicht weg (Gestört aber geil & Marc Narrow) und Wohin willst du (Gestört aber geil feat. Lea) zum dritten Mal die Singlecharts in Deutschland als Autor. Als Produzent erreichte er hiermit ebenfalls nach Millionen Farben (Gestört aber geil feat. Voyce) und Wohin willst du zum dritten Mal die deutschen Singlecharts. Für Henschel stellt Vielleicht den ersten Charterfolg in den deutschen Singlecharts dar.